# Parque nacional de Bouhedma
El Parque Nacional de Bouhedma es un parque nacional del sur de Túnez creado el 18 de diciembre de 1980. Con sus 16.448 hectáreas es el segundo parque natural tunecino por superficie. Se encuentra entre la Gobernación de Gafsa y la de Sidi Bouzid.
El parque nacional de Bouhedma es una de las últimas estepas arbóreas del Norte de África, y alberga  muchas especies vegetales y animales protegidas como últimos ejemplares de su especie, como la Acacia, la gacela dorcas o el arruí, prácticamente desaparecidos en Túnez. Otras especies han sido reintroducidas a partir de los años 80 después de su extinción a principios del siglo XX, como el órix blanco, el addax y el avestruz. También se ha reencontrado la gacela dama, que se pensaba desaparecida en Túnez desde los siglos XVII y XVIII. Su reintroducción tuvo lugar en la década de 1990.
El 28 de mayo de 2008, el gobierno de Túnez propuso este parque como candidato al título de Patrimonio de la Humanidad por la UNESCO.